# ホンダモビリティ中四国
株式会社ホンダモビリティ中四国（ホンダモビリティちゅうしこく）は、岡山県岡山市北区に本社を置き、Honda Cars店を展開するホンダ系自動車ディーラー。中国・四国地方（岡山県・広島県・山口県・香川県・愛媛県）の営業エリアを管轄している。

## 概要
岡山県ではHonda Cars 岡山、広島県ではHonda Cars 広島、山口県ではHonda Cars 山口、香川県ではHonda Cars 香川、愛媛県ではHonda Cars 愛媛の屋号で店舗展開し、各県で納車前点検整備（PDI）施設を運営している。

## 沿革
- 2009年10月 - ホンダ四輪販売四国とホンダカーズ愛媛が合併し、株式会社ホンダ四輪販売四国を設立[1]。
- 2019年4月 - 株式会社ホンダカーズ広島・株式会社ホンダカーズ山口が合併し、株式会社ホンダ四輪販売西中国を設立（存続会社は株式会社ホンダカーズ広島）[2]。
- 2023年4月 - ホンダ四輪販売四国を存続会社として、ホンダ四輪販売岡山とホンダ四輪販売西中国、ホンダボディーサービス岡山が合併し、株式会社ホンダモビリティ中四国を設立。これにより、中国・四国地方をカバーするホンダ直営販売会社となる[3]。

## 店舗
出典：

### 岡山県
Honda Cars岡山
- 後楽園店 - 岡山市中区原尾島3-8-12
- 倉敷笹沖店 -  岡山県倉敷市笹沖1267
- 倉田店 - 岡山市中区倉田637-5
- 中島西店 - 岡山県倉敷市中島1401-2
- 2号バイパス店 - 岡山市南区古新田1341
- 岡山高屋店 - 岡山市中区高屋286-1
- 倉敷中島店 - 岡山県倉敷市中島709-1
- 倉敷東塚店 - 岡山県倉敷市東塚1-6-39
- 青江店 - 岡山市北区青江2-8-39
- 福富店 - 岡山市南区新福2-11-20
- 西大寺店 - 岡山市東区広谷471-2
- 中仙道店 - 岡山市北区中仙道2-15-27
- 岡山中央店 - 岡山市北区中仙道2-33-38
- 岡山東店 - 岡山市東区鉄404-1
- U-Select岡山西 - 岡山市北区西長瀬1215-2
- U-Select倉敷 - 岡山県倉敷市中島946-1
- U-Select岡山平島 - 岡山市東区南古都434-1

### 広島県
Honda Cars広島
- 大芝店 - 広島市西区大芝1-18-1
- 安佐南大町店 - 広島市安佐南区大町東4-9-3
- 緑井店 - 広島市安佐南区緑井5-20-36
- 可部店 - 広島市安佐北区可部4-3-22
- 東雲店 - 広島市南区東雲3-16-8
- 大州店 - 広島市南区大州1-4-38
- 府中店 - 広島市東区矢賀新町2-2-5
- 観音店 - 広島市西区南観音6-15-3
- 西店 - 広島市西区天満町4-24
- 舟入店 - 広島市中区舟入南6-5-28
- 五日市店 - 広島市佐伯区五日市7-2-34
- 五日市コイン通り店 - 広島市佐伯区五日市7-2-22
- 商工センター店 - 広島市西区草津南4-7-17
- 廿日市店 - 広島県廿日市市下平良1-1-24
- 西条中央店 - 広島県東広島市西条土与丸1-3-25
- 広東店 - 広島県呉市広白石2-9-35
- 呉西中央店 - 広島県呉市西中央4-4-16
- 栗原店 - 広島県尾道市栗原西2-10-17
- 東福山店 - 広島県福山市引野町3-3-12
- 西福山店 - 広島県福山市南本庄1-12-16
- U-Select西風新都 - 広島市安佐南区伴南4-2-3
- U-Select祇園 - 広島市安佐南区長束2-4-3

### 山口県
Honda Cars山口
- 下関宝町店 - 山口県下関市宝町1-10
- 新下関店 - 山口県下関市一の宮町3-9-12
- 宇部厚南店 - 山口県宇部市大字妻崎開作814-6
- 宇部神原店 - 山口県宇部市西梶返3-8-15
- 朝田店 - 山口県山口市朝田1795-3
- 維新公園店 - 山口県山口市維新公園3-4-12
- 防府西店 - 山口県防府市開出本町14-8
- 防府東店 - 山口県防府市国衙4-4-26
- 徳山西店 - 山口県周南市西千代田町13-17
- 岩国中央店 - 山口県岩国市室ノ木町1-5-25

### 香川県
Honda Cars香川
- 太田店 - 香川県高松市太田下町2466-2
- 丸亀北店 - 香川県丸亀市土器町東8丁目517番2
- 香西店 - 香川県高松市香西東町329-4
- 国分寺西店 - 香川県高松市国分寺町新名62-1
- 屋島店 - 香川県高松市屋島西町1955
- 高松中央インター店 - 香川県高松市木太町548-1
- 春日店 - 香川県高松市春日町1572-13
- 高松東バイパス林店 - 香川県高松市林町2537-8
- 丸亀田村店 - 香川県丸亀市田村町800
- 観音寺出作店 - 香川県観音寺市出作町548
- U-Select高松 - 香川県高松市東山崎町974

### 愛媛県エリア
Honda Cars愛媛
- 松山南環状店 - 愛媛県松山市朝生田町6-2-35
- 松山北環状店 - 愛媛県松山市中央2-81-1
- 今治産業道路店 - 愛媛県今治市喜田村2-326-8
- 新居浜萩生店 - 愛媛県新居浜市萩生1150-4
- 中央店 - 愛媛県松山市中央2-1235-1
- 天山店 - 愛媛県松山市天山1-4-24
- 上泉店 - 愛媛県新居浜市上泉町11-9
- 松山久米店 - 愛媛県松山市北久米町775-1
- 松山空港通店 - 愛媛県松山市空港通5-9-3

## 納車前点検整備（PDI）施設
出典：
- Honda Gloss岡山 岡山センター - 岡山市北区今保144-1
- Honda Gloss広島 五日市センター - 広島市佐伯区五日市港3丁目8-4
- Honda Gloss山口 山口センター - 山口県山口市朝田1736-1
- Honda Gloss香川 坂出センター - 香川県坂出市林田町4285-310

### 引用・参考
1. ↑  単独では四国最大級、新生「ホンダ四輪販売四国」８月発足｜中・四国｜紙面記事 (netdenjd.com)
2. ↑  ＨＣ広島・山口が４月１日付で合併　ホンダ四輪販売西中国でスタート｜中・四国｜紙面記事 (netdenjd.com)
3. ↑  ホンダ　中国・四国の直営販社統合、４月に「ホンダモビリティ中四国」発足 – 一般社団法人 日本自動車会議所 (aba-j.or.jp)
4. 1 2  企業情報｜ホンダモビリティ中四国 (hondamobility-chushikoku.co.jp)